# Champagne-sur-Oise
Champagne-sur-Oise és un municipi francès, situat al departament de Val-d'Oise i a la regió d'Illa de França. L'any 2007 tenia 4.451 habitants.
Forma part del cantó de L'Isle-Adam, del districte de Pontoise i de la Comunitat de comunes de l'Haut Val-d'Oise.

## Demografia

### Població
El 2007 la població de fet de Champagne-sur-Oise era de 4.451 persones. Hi havia 1.594 famílies, de les quals 310 eren unipersonals (112 homes vivint sols i 198 dones vivint soles), 442 parelles sense fills, 708 parelles amb fills i 134 famílies monoparentals amb fills.
La població ha evolucionat segons el següent gràfic:
Habitants censats

### Habitatges
El 2007 hi havia 1.756 habitatges, 1.630 eren l'habitatge principal de la família, 37 eren segones residències i 89 estaven desocupats. 1.362 eren cases i 386 eren apartaments. Dels 1.630 habitatges principals, 1.172 estaven ocupats pels seus propietaris, 429 estaven llogats i ocupats pels llogaters i 30 estaven cedits a títol gratuït; 33 tenien una cambra, 90 en tenien dues, 265 en tenien tres, 468 en tenien quatre i 774 en tenien cinc o més. 1.281 habitatges disposaven pel capbaix d'una plaça de pàrquing. A 700 habitatges hi havia un automòbil i a 784 n'hi havia dos o més.

### Piràmide de població
La piràmide de població per edats i sexe el 2009 era:
| Homes | Edats   | Dones |
| ----- | ------- | ----- |
| 0     | 95 o +  | 0     |
| 0     | 90 a 94 | 20    |
| 4     | 85 a 89 | 36    |
| 16    | 80 a 84 | 28    |
| 40    | 75 a 79 | 40    |
| 52    | 70 a 74 | 72    |
| 68    | 65 a 69 | 56    |
| 96    | 60 a 64 | 72    |
| 80    | 55 a 59 | 108   |
| 132   | 50 a 54 | 152   |
| 164   | 45 a 49 | 160   |
| 160   | 40 a 44 | 140   |
| 136   | 35 a 39 | 148   |
| 124   | 30 a 34 | 176   |
| 112   | 25 a 29 | 108   |
| 120   | 20 a 24 | 104   |
| 188   | 15 a 19 | 104   |
| 136   | 10 a 14 | 168   |
| 156   | 5 a 9   | 176   |
| 92    | 0 a 4   | 76    |

## Economia
El 2007 la població en edat de treballar era de 3.049 persones, 2.298 eren actives i 751 eren inactives. De les 2.298 persones actives 2.094 estaven ocupades (1.095 homes i 999 dones) i 203 estaven aturades (99 homes i 104 dones). De les 751 persones inactives 211 estaven jubilades, 336 estaven estudiant i 204 estaven classificades com a «altres inactius».

### Ingressos
El 2009 a Champagne-sur-Oise hi havia 1.691 unitats fiscals que integraven 4.734 persones, la mediana anual d'ingressos fiscals per persona era de 23.022 €.

### Activitats econòmiques
Dels 171 establiments que hi havia el 2007, 6 eren d'empreses extractives, 1 d'una empresa alimentària, 6 d'empreses de fabricació de material elèctric, 10 d'empreses de fabricació d'altres productes industrials, 37 d'empreses de construcció, 39 d'empreses de comerç i reparació d'automòbils, 3 d'empreses de transport, 5 d'empreses d'hostatgeria i restauració, 3 d'empreses d'informació i comunicació, 4 d'empreses financeres, 7 d'empreses immobiliàries, 24 d'empreses de serveis, 20 d'entitats de l'administració pública i 6 d'empreses classificades com a «altres activitats de serveis».
Dels 52 establiments de servei als particulars que hi havia el 2009, 1 era una oficina de correu, 7 tallers de reparació d'automòbils i de material agrícola, 1 taller d'inspecció tècnica de vehicles, 6 paletes, 4 guixaires pintors, 8 fusteries, 6 lampisteries, 5 electricistes, 5 empreses de construcció, 4 perruqueries, 4 restaurants i 1 agència immobiliària.
Dels 4 establiments comercials que hi havia el 2009, 1 era una botiga de més de 120 m², 1 una botiga de menys de 120 m², 1 una botiga d'electrodomèstics i 1 un drogueria.
L'any 2000 a Champagne-sur-Oise hi havia 7 explotacions agrícoles.

## Equipaments sanitaris i escolars
El 2009 hi havia 1 farmàcia i 2 ambulàncies.
El 2009 hi havia 3 escoles maternals i 3 escoles elementals.

## Poblacions més properes
El següent diagrama mostra les poblacions més properes.